# Xã Boone, Quận Logan, Arkansas
Xã Boone (tiếng Anh: Boone Township) là một xã thuộc quận Logan, tiểu bang Arkansas, Hoa Kỳ. Năm 2010, dân số của xã này là 5.721 người.